# مازیار ظهیرالدینی
مازیار ظهیرالدینی (زادهٔ اردیبهشت ۱۳۵۳)، موسیقی‌دان و نوازندهٔ ویلن اهل ایران و کنسرت مایستر ارکستر سمفونیک تهران است.

## زندگی‌نامه
مازیار ظهیرالدینی در اردیبهشت سال ۱۳۵۳ در تهران متولد شد. در کودکی مقدمات موسیقی را نزد پدر «محمود ظهیرالدینی» فراگرفت. پس از پایان تحصیلات ابتدایی به هنرستان موسیقی تهران راه یافت و نواختن ساز ویلن را پی گرفت. از استادان او می‌توان به بهروز وحیدی آذر، روبن طهماسبیان و ابراهیم لطفی اشاره کرد. او پس از پایان تحصیل در هنرستان عالی موسیقی همکاری خود را با ارکستر سمفونیک تهران به رهبری فریدون ناصری آغاز کرد. وی در دو دوره جشنواره موسیقی فجر به عنوان بهترین نوازندهٔ ویلن برگزیده شده‌است. او همچنین لوح تقدیر هفتمین جشنواره موسیقی فجر را دریافت کرده‌است.

## فعالیت‌های هنری
از جمله فعالیت‌های هنری مازیار ظهیرالدینی به موارد زیر می‌توان اشاره کرد:
همکاری با ارکستر سمفونیک تهران به رهبری شهرداد روحانی، علی رهبری و نادر مرتضی‌پور به عنوان کنسرت مایستر، همکاری با ارکستر مجلسی کریستین رابینز، همکاری با ارکستر جوانان، همکاری با ارکستر فرهنگسرای بهمن، سرپرستی و نوازندگی در ارکستر زهی پارسیان، همکاری با ارکستر فیلارمونیک تهران به عنوان مایستر ویولا، تدریس در هنرستان‌های موسیقی پسران و دختران و دانشگاه جامع علمی کاربردی، داوری اولین مسابقه ویلن تهران

## آثار هنری
از جمله آثاری که مازیار ظهیرالدینی در آن‌ها حضور داشته‌است به موارد زیر می‌توان اشاره کرد:
- آلبوم موسیقی، «امام علی» به آهنگسازی فرهاد فخرالدینی و خوانندگی صدیق تعریف
- بوی باران، به آهنگسازی حسین یوسف‌زمانی و خوانندگی محمدرضا شجریان
- نقش خیال، به آهنگسازی علی قمصری و خوانندگی همایون شجریان
- سام و نرگس، به آهنگسازی بابک بیات و خوانندگی حمید حامی
- سمفونی تهران، (تک‌نواز ویلن «کنسرتو برای ویلن و ارکستر») به آهنگسازی علیرضا مشایخی[۱۳]
- گریه بی بهانه، به خوانندگی حسام الدین سراج
- شب دهم، به آهنگسازی فردین خلعتبری و خوانندگی علیرضا قربانی
- نای و نی، به آهنگسازی پدرام درخشانی
- ابر بهار، به آهنگسازی سیدمجتبی خوش‌ضمیر، تنظیم بهرام ساعد و خوانندگی عبدالحسین مختاباد
- پنهان در غبار، به آهنگسازی جواد لشگری، تنظیم مانی جعفرزاده و خوانندگی بهرام سارنگ
- تنها تو می‌مانی، به آهنگسازی علی خشتی‌نژاد و رضا رحیمی آذر و خوانندگی علیرضا افتخاری
- وداع، به آهنگسازی محمد میرزمانی و اصغر فردی و خوانندگی حسام الدین سراج
- برداشت دوم، به آهنگسازی پیمان یزدانیان
- سلام آخر، به آهنگسازی علیرضا کهن‌دیری و خوانندگی احسان خواجه امیری
- حقیقتی شبیه خیال، به آهنگسازی محمدمهدی گورنگی[۱۴]
- مولای عشق، به آهنگسازی فؤاد حجازی و خوانندگی علیرضا عصار
- آرامین، به آهنگسازی سارا نجفی[۱۵]
- یاد استاد، به آهنگسازی علی تجویدی، تنظیم مهرداد پازوکی و خوانندگی علیرضا افتخاری[۱۶]
- مرگ فرشته، آثاری از آهنگسازان آمریکای لاتین[۱۷]
- فاصله، به خوانندگی محمد اصفهانی
- عاشقم من، به آهنگسازی مجید رضازاده و خوانندگی مسعود خادم
- سرانجام، به آهنگسازی کارن همایونفر
- کربلا جغرافیای یک تاریخ، به آهنگسازی مجید انتظامی
- در میان ابرها، به آهنگسازی علی صمدپور
- دهاتی، به آهنگسازی و خوانندگی شادمهر عقیلی
- رد انگشتان من، اثر علی جعفری پویان
- آفتاب خوبان، به آهنگسازی اسماعیل واثقی و خوانندگی بیژن بیژنی
- تنطیم و اجرای واریاسون زهی قطعه «شوشتری برای ویلن و ارکستر» اثر حسین دهلوی[۱۸]
- رقص آشفته، به آهنگسازی حسین پرنیا و خوانندگی ایرج بسطامی[۱۹]